# Campeonato Mundial de Atletismo Júnior de 2002
O Campeonato Mundial de Atletismo Júnior de 2002 foi a nona edição do Campeonato Mundial de Atletismo Júnior. Foi realizado em Kingston, Jamaica entre 16 e 21 de Julho de 2002.

## Resultados

### Masculino
| Evento                 | Ouro                                                                                          | Ouro        | Prata                                                                    | Prata       | Bronze                                                                        | Bronze      |
| ---------------------- | --------------------------------------------------------------------------------------------- | ----------- | ------------------------------------------------------------------------ | ----------- | ----------------------------------------------------------------------------- | ----------- |
| 100 m                  | Darrel Brown · Trindade e Tobago                                                              | 10.09 CR    | Marc Burns · Trindade e Tobago                                           | 10.18 PB    | Willie Hordge · Estados Unidos                                                | 10.36       |
| 200 m                  | Usain Bolt · Jamaica                                                                          | 20.61       | Brendan Christian · Antígua e Barbuda                                    | 20.74       | Wes Felix · Estados Unidos                                                    | 20.82 PB    |
| 400 m                  | Darold Williamson · Estados Unidos                                                            | 45.37       | Jonathan Fortenberry · Estados Unidos                                    | 45.73       | Jermaine Gonzales · Jamaica                                                   | 45.84 PB    |
| 800 m                  | Alex Kipchirchir · Quénia                                                                     | 1:46.59     | Salem Amer Al-Badri · Catar                                              | 1:46.63 NJR | David Fiegen · Luxemburgo                                                     | 1:46.66     |
| 1500 m                 | Yassine Bensghir · Marrocos                                                                   | 3:40.72 PB  | Abdulrahman Suleiman · Catar                                             | 3:41.72     | Samwel Mwera · Tanzânia                                                       | 3:41.75     |
| 5000 m                 | Hillary Chenonge · Quénia                                                                     | 13:28.30 CR | Markos Geneti · Etiópia                                                  | 13:28.83 SB | Gebre-egziabher Gebremariam · Etiópia                                         | 13:29.13    |
| 10 000 m               | Gebre-egziabher Gebremariam · Etiópia                                                         | 29:02.71    | Sileshi Sihine · Etiópia                                                 | 29:03.74    | Solomon Bushendich · Quénia                                                   | 29:05.96    |
| 110 m B                | Antwon Hicks · Estados Unidos                                                                 | 13.42       | Shi Dongpeng · China                                                     | 13.58       | Shamar Sands · Bahamas                                                        | 13.67       |
| 400 m B                | L.J. van Zyl · África do Sul                                                                  | 48.89 CR    | Kenneth Ferguson · Estados Unidos                                        | 49.38 PB    | Bershawn Jackson · Estados Unidos                                             | 50.00 PB    |
| 3000 m Obs.            | Michael Kipyego · Quénia                                                                      | 8:29.54     | David Kirwa · Quénia                                                     | 8:31.44     | Abubaker Ali Kamal · Catar                                                    | 8:33.67 NJR |
| Marcha atlética 10 km  | Vladimir Kanaykin · Rússia                                                                    | 41:41.40    | Xu Xingde · China                                                        | 41:44.00    | Lu Ronghua · China                                                            | 41:46.07    |
| 4 x 100 metros         | Estados Unidos · Ashton Collins · Wes Felix · Ivory Williams · Willie Hordge                  | 38.92 WJR   | Jamaica · Winston Hutton · Orion Nicely · Yhann Plummer · Usain Bolt     | 39.15 NJR   | Trindade e Tobago · Chevon Simpson · Marc Burns · Kevon Holder · Darrel Brown | 39.17 NJR   |
| 4 x 400 metros         | Estados Unidos · Kenneth Ferguson · Darold Williamson · Ashton Collins · Jonathan Fortenberry | 3:03.71     | Jamaica · Sekou Clarke · Usain Bolt · Jermaine Myers · Jermaine Gonzales | 3:04.06 NJR | Japão · Yamauchi Fujio · Daisuke Sakai · Yuki Yamaguchi · Yosuke Inoue        | 3:05.80 AJR |
| Salto em altura        | Andra Manson · Estados Unidos                                                                 | 2.31 WLJ    | Zhu Wannan · China                                                       | 2.23 PB     | Germaine Mason · Jamaica                                                      | 2.21        |
| Salto com vara         | Maksym Mazuryk · Ucrânia                                                                      | 5.55 WLJ    | Vladyslav Revenko · Ucrânia                                              | 5.55 WLJ    | Vincent Favretto · França                                                     | 5.40        |
| Salto em distância     | Ibrahim Abdulla Al-Waleed · Catar                                                             | 7.99 PB     | Fabrice Lapierre · Austrália                                             | 7.74 PB     | Trevell Quinley · Estados Unidos                                              | 7.71 PB     |
| Salto triplo           | Arnie David Giralt · Cuba                                                                     | 16.68       | Li Yanxi · China                                                         | 16.66 PB    | Aleksandr Sergeyev · Rússia                                                   | 16.55       |
| Arremesso de peso 6 kg | Edis Elkasevic · Croácia                                                                      | 21.47 WLJ   | Sean Shields · Estados Unidos                                            | 20.54       | Mika Vasara · Finlândia                                                       | 20.50       |
| Disco 1,75 kg          | Wu Tao · China                                                                                | 64.51 WLJ   | Dmitriy Sivakov · Bielorrússia                                           | 62.00       | Michał Hodun · Polónia                                                        | 61.74       |
| Martelo 6 kg           | Werner Smit · África do Sul                                                                   | 76.43       | Ali Mohamed Al-Zinkawi · Kuwait                                          | 73.69       | Aliaksandr Kazulka · Bielorrússia                                             | 72.72       |
| Dardo                  | Igor Janik · Polónia                                                                          | 74.16       | Vladislav Shkurlatov · Rússia                                            | 74.09 PB    | Jung Sang-Jin · Coreia do Sul                                                 | 73.99 PB    |
| Decatlo                | Leonid Andreev · Uzbequistão                                                                  | 7693        | Nadir El Fassi · França                                                  | 7677        | Mikko Halvari · Finlândia                                                     | 7587        |

### Feminino
| Evento                | Ouro                                                                                    | Ouro         | Prata                                                                                    | Prata       | Bronze                                                                           | Bronze      |
| --------------------- | --------------------------------------------------------------------------------------- | ------------ | ---------------------------------------------------------------------------------------- | ----------- | -------------------------------------------------------------------------------- | ----------- |
| 100 m                 | Lauryn Williams · Estados Unidos                                                        | 11.33 PB     | Simone Facey · Jamaica                                                                   | 11.43 PB    | Marshevet Hooker · Estados Unidos                                                | 11.48       |
| 200 m                 | Vernicha James · Grã-Bretanha                                                           | 22.93 PB     | Anneisha McLaughlin · Jamaica                                                            | 22.94 PB    | Sanya Richards · Estados Unidos                                                  | 23.09       |
| 400 m                 | Monique Henderson · Estados Unidos                                                      | 51.10 SB     | Sanya Richards · Estados Unidos                                                          | 51.49       | Sheryl Morgan · Jamaica                                                          | 52.61       |
| 800 m                 | Janeth Jepkosgei · Quénia                                                               | 2:00.80 WLJ  | Lucia Klocová · Eslováquia                                                               | 2:01.73     | Juliana Gomes · Brasil                                                           | 2:03.81 PB  |
| 1500 m                | Viola Kibiwot · Quénia                                                                  | 4:12.57 PB   | Berhane Herpassa · Etiópia                                                               | 4:13.59     | Olesya Syreva · Rússia                                                           | 4:14.32 PB  |
| 3000 m                | Meseret Defar · Etiópia                                                                 | 9:12.61      | Mariem Alaoui Selsouli · Marrocos                                                        | 9:16.28 PB  | Olesya Syreva · Rússia                                                           | 9:16.58 PB  |
| 5000 m                | Meseret Defar · Etiópia                                                                 | 15:54.94     | Tirunesh Dibaba · Etiópia                                                                | 15:55.99    | Vivian Cheruiyot · Quénia                                                        | 15:56.04    |
| 100 m B               | Anay Tejeda · Cuba                                                                      | 12.81        | Agnieszka Frankowska · Polónia                                                           | 13.16       | Tina Klein · Alemanha                                                            | 13.23       |
| 400 m B               | Lashinda Demus · Estados Unidos                                                         | 54.70 WJR    | Melaine Walker · Jamaica                                                                 | 56.03       | Camille Robinson · Jamaica                                                       | 56.14 PB    |
| Marcha atlética 10 km | Fumi Mitsumura · Japão                                                                  | 46:01.51 NJR | Liu Siqi · China                                                                         | 46:07.15    | Maryna Tsikhanava · Bielorrússia                                                 | 46:14.67 SB |
| 4 x 100 metros        | Jamaica · Sherone Simpson · Kerron Stewart · Anneisha McLaughlin · Simone Facey         | 43.40 CR     | Estados Unidos · Lauryn Williams · Ashlee Williams · Shalonda Solomon · Marshevet Hooker | 43.66       | Reino Unido · Jade Lucas-Read · Jeanette Kwakye · Amy Spencer · Vernicha James   | 44.22 PB    |
| 4 x 400 metros        | Estados Unidos · Christina Hardeman · Monique Henderson · Tiffany Ross · Lashinda Demus | 3:29.95 NJR  | Reino Unido · Kim Wall · Amy Spencer · Vernicha James · Lisa Miller                      | 3:30.46 NJR | Rússia · Yelena Mygunova · Mariya Dryakhlova · Yuliya Gushchina · Tatyana Popova | 3:34.49     |
| Salto em altura       | Blanka Vlašić · Croácia                                                                 | 1.96 WLJ     | Anna Ksok · Polónia                                                                      | 1.87        | Petrina Price · Austrália                                                        | 1.87        |
| Salto com vara        | Floé Kühnert · Alemanha                                                                 | 4.40 CR      | Yuliya Golubchikova · Rússia                                                             | 4.30        | Nataliya Belinskaya · Rússia                                                     | 4.20        |
| Salto em distância    | Adina Anton · Roménia                                                                   | 6.46 PB      | Wang Lina · China                                                                        | 6.36        | Esther Aghatise · Nigéria                                                        | 6.34        |
| Salto triplo          | Mabel Gay · Cuba                                                                        | 14.09        | Arianna Martínez · Cuba                                                                  | 13.74       | Keila da Silva Costa · Brasil                                                    | 13.70       |
| Arremesso de peso     | Valerie Adams · Nova Zelândia                                                           | 17.73 AJR    | Zhang Ying · China                                                                       | 16.76       | Laura Gerraughty · Estados Unidos                                                | 16.62       |
| Disco                 | Ma Xuejun · China                                                                       | 58.85 PB     | Xu Shaoyang · China                                                                      | 57.87       | Seema Antil · Índia                                                              | 55.83       |
| Martelo               | Ivana Brkljačić · Croácia                                                               | 65.39        | Martina Danišová · Eslováquia                                                            | 63.91       | Yuliya Rozenfeld · Rússia                                                        | 60.83 PB    |
| Dardo                 | Linda Brivule · Letónia                                                                 | 55.35 PB     | Ilze Gribule · Letónia                                                                   | 54.16 SB    | Urszula Jasinska · Polónia                                                       | 54.06       |
| Heptatlo              | Carolina Klüft · Suécia                                                                 | 6470 WJR     | Olga Alekseyeva · Cazaquistão                                                            | 5727        | Olga Levenkova · Rússia                                                          | 5712        |

## Quadro de medalhas
| Quadro de medalhas |                   |      |       |        |       |
| #                  | País              | Ouro | Prata | Bronze | Total |
| 1                  | Estados Unidos    | 9    | 5     | 7      | 21    |
| 2                  | Quénia            | 5    | 1     | 2      | 8     |
| 3                  | Etiópia           | 3    | 4     | 1      | 8     |
| 4                  | Cuba              | 3    | 1     | 0      | 4     |
| 5                  | Croácia           | 3    | 0     | 0      | 3     |
| 6                  | China             | 2    | 8     | 1      | 11    |
| 7                  | Jamaica           | 2    | 5     | 4      | 11    |
| 8                  | África do Sul     | 2    | 0     | 0      | 2     |
| 9                  | Rússia            | 1    | 2     | 7      | 10    |
| 10                 | Polónia           | 1    | 2     | 2      | 5     |
| 11                 | Catar             | 1    | 2     | 1      | 4     |
| 12                 | Reino Unido       | 1    | 1     | 1      | 3     |
| 12                 | Trindade e Tobago | 1    | 1     | 1      | 3     |
| 14                 | Letónia           | 1    | 1     | 0      | 2     |
| 14                 | Marrocos          | 1    | 1     | 0      | 2     |
| 14                 | Ucrânia           | 1    | 1     | 0      | 2     |
| 17                 | Alemanha          | 1    | 0     | 1      | 2     |
| 17                 | Japão             | 1    | 0     | 1      | 2     |
| 19                 | Nova Zelândia     | 1    | 0     | 0      | 1     |
| 19                 | Roménia           | 1    | 0     | 0      | 1     |
| 19                 | Suécia            | 1    | 0     | 0      | 1     |
| 19                 | Uzbequistão       | 1    | 0     | 0      | 1     |
| 23                 | Eslováquia        | 0    | 2     | 0      | 2     |
| 24                 | Bielorrússia      | 0    | 1     | 2      | 2     |
| 25                 | Austrália         | 0    | 1     | 2      | 3     |
| 25                 | França            | 0    | 1     | 2      | 3     |
| 27                 | Antígua e Barbuda | 0    | 1     | 0      | 1     |
| 27                 | Cazaquistão       | 0    | 1     | 0      | 1     |
| 27                 | Kuwait            | 0    | 1     | 0      | 1     |
| 30                 | Brasil            | 0    | 0     | 2      | 2     |
| 30                 | Finlândia         | 0    | 0     | 2      | 2     |
| 32                 | Bahamas           | 0    | 0     | 1      | 1     |
| 32                 | Índia             | 0    | 0     | 1      | 1     |
| 32                 | Coreia do Sul     | 0    | 0     | 1      | 1     |
| 32                 | Luxemburgo        | 0    | 0     | 1      | 1     |
| 32                 | Nigéria           | 0    | 0     | 1      | 1     |
| 32                 | Tanzânia          | 0    | 0     | 1      | 1     |